# Deanne Bray
Deanne Bray (Los Angeles, 14 maggio 1971) è un'attrice statunitense, membro della comunità sorda.

## Biografia
Sposata con Troy Kotsur (anche lui sordo come la moglie). L'8 settembre 2005 ha dato alla luce la figlia Kyra Monique Kotsur, non sorda.
È famosa per aver interpretato l'agente speciale Sue Thomas nella serie Agente speciale Sue Thomas. Nella serie Heroes ha interpretato Emma Coolidge nella quarta stagione.

## Filmografia parziale
- Jarod il camaleonte (The Pretender) - serie TV, episodio 1x03 (1996)
- Ellen - serie TV, episodio 1x17 (1997)
- Un detective in corsia (Diagnosis: Murder) - serie TV, episodio 4x18 (1997)
- Squadra Med - Il coraggio delle donne (Strong Medicine) - serie TV, episodio 1x16 (2001)
- CSI: Scena del crimine (CSI: Crime Scene Investigation) - serie TV, episodio 1x20 (2001)
- Agente speciale Sue Thomas (Sue Thomas: F.B.Eye) - serie TV, 56 episodi (2002-2005)
- Rescue Me - serie TV, episodio 3x12 (2006)
- Curb Your Enthusiasm - serie TV, episodio 6x06 (2007)
- The L Word - serie TV, 4 episodi (2007-2008)
- Sweet Nothing in My Ear, regia di Joseph Sargent (2008) - film TV
- Heroes - serie TV, 9 episodi (2009-2010)
- 2 Broke Girls - serie TV, episodio 2x18 (2013)
- Grey's Anatomy - serie TV, episodio 10x20 (2014)
- Switched at Birth - Al posto tuo (Switched at Birth) - serie TV, episodio 3x18 (2014)
- Veep - Vicepresidente incompetente (Veep) - serie TV, episodio 6x06 (2017)
- Santa Bootcamp (2022)
- Will Trent – serie TV, episodio 3x11 (2025)

## Doppiatrici italiane
- Barbara De Bortoli in CSI: Scena del crimine
- Giuppy Izzo in Agente speciale Sue Thomas
- Anna Cugini in Heroes
- Stella Gasparri in Grey's Anatomy